# Alcolea de Calatrava
Alcolea de Calatrava é um município da Espanha na província de Ciudad Real, comunidade autónoma de Castilla-La Mancha, de área 70,57 km² com população de 1621 habitantes (2004) e densidade populacional de 22,97 hab/km².

## Demografia

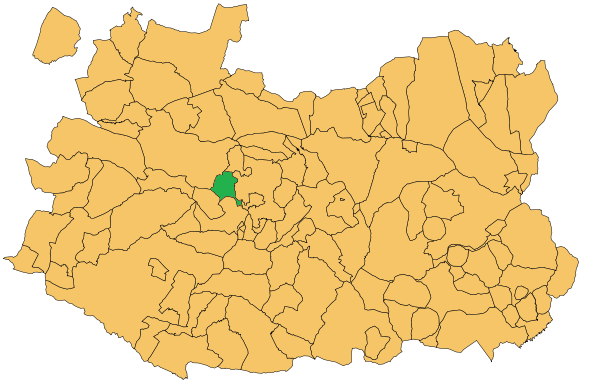
Mapa de localização

| Variação demográfica do município entre 1991 e 2004 | Variação demográfica do município entre 1991 e 2004 | Variação demográfica do município entre 1991 e 2004 | Variação demográfica do município entre 1991 e 2004 |
| --------------------------------------------------- | --------------------------------------------------- | --------------------------------------------------- | --------------------------------------------------- |
| 1991                                                | 1996                                                | 2001                                                | 2004                                                |
| 1612                                                | 1626                                                | 1608                                                | 1621                                                |

## Personagens ilustres
- Ángel Crespo (1926–1995), poeta, escritor, tradutor e crítico de arte espanhol.[4]